# Volume Two (She & Him)
Volume Two è il secondo album discografico del duo musicale statunitense She & Him, composto da M. Ward e Zooey Deschanel. L'album è stato pubblicato nel marzo 2010 dalla Merge Records (nel Regno Unito dalla Double Six Records nel mese di aprile).

## Tracce
Tutte le tracce sono state scritte da Zooey Deschanel, eccetto dove indicato.
1. Thieves – 4:08
2. In the Sun – 2:51
3. Don't Look Back – 3:23
4. Ridin' in My Car (Alan G. Anderson) – 3:15
5. Lingering Still – 3:02
6. Me and You – 3:20
7. Gonna Get Along Without You Now (Milton Kellem) – 2:32
8. Home– 4:41
9. I'm Gonna Make It Better – 3:32
10. Sing– 3:14
11. Over It Over Again – 3:30
12. Brand New Shoes – 3:05
13. If You Can't Sleep – 2:49

## Singoli
- In the Sun (23 febbraio 2010)
- Thieves (14 giugno 2010)
- I Put a Spell on You (7 dicembre 2010)

## Formazione
She & Him
- Zooey Deschanel - voce, piano
- M. Ward - chitarra, voce, mandolino, synth, vibes

Altri musicisti
- Mike Coykendall - basso, cori
- Scott McPherson - batteria, percussioni
- Mike Mogis - percussioni, synth, mandolino
- Paul Brainard - pedal steel guitar
- Tom Hagerman, Peter Broderick, Amanda Lawrence - archi
- Tilly and the Wall - cori

## Classifiche
- Billboard 200 (Stati Uniti) - numero 6[1]